# Радобля
Радобля — деревня в Краснинском районе Смоленской области России. Входит в состав Мерлинского сельского поселения. Население — 10 жителей (2007 год). 
Расположена в западной части области в 10 км к востоку от Красного, в 7 км южнее автодороги Р135 (Смоленск - Красный - Гусино), на берегу реки Спадцкая. В 21 км северо-западнее деревни расположена железнодорожная станция Велино на линии Москва — Минск. 

## История
В годы Великой Отечественной войны деревня была оккупирована гитлеровскими войсками в июле 1941 года, освобождена в сентябре 1943 года.